# Ernst Happel
Ernst Happel (Viena, 29 de novembro de 1925 – Innsbruck, 14 de novembro de 1992) foi um futebolista e treinador austríaco. 
Ele foi o primeiro treinador a vencer a UEFA Champions League com dois clubes diferentes. Até hoje, apenas ele, Carlo Ancelotti, Ottmar Hitzfeld, José Mourinho, Josep Guardiola e Jupp Heynckes, lograram este feito. Ele também é um dos seis treinadores - junto com José Mourinho, Carlo Ancelotti, Giovanni Trapattoni, Tomislav Ivić e Eric Gerets - que venceram campeonatos nacionais em pelo menos quatro países.
Em 2019, ele figurou na 9ª posição da lista "Os 50 maiores treinadores de futebol de todos os tempos", da revista francesa France Football.

## Carreira

### Clubes
Jogou de 1943 a 1959, praticamente apenas no Rapid Viena, em duas passagens separadas pelo período 1954-1956, em que jogou no Racing Paris, da França, vencendo sete vezes o campeonato austríaco. Pela Áustria, jogou de 1946 a 1958, participando da Copa do Mundo deste ano e da de 1954, quando o selecionado conquistou sua melhor colocação em mundiais, um terceiro lugar - superando a quarta colocação obtida pelo Wunderteam de Matthias Sindelar na Copa de 1934, foi um dos jogadores que enfrentou o Atlético durante a excursão atleticana à Europa para disputar o Torneio de Inverno, atuando pelo Rapid Viena no inverno de 1950.

## Treinador
Em 1962, no neerlandês ADO Den Haag, começou vitoriosa carreia de técnico, onde conquistaria campeonatos nacionais em quatro países diferentes. Em 1969, após conquistar uma Copa dos Países Baixos pelo clube de Haia, Happel foi contratado pelo Feyenoord. Ficou na equipe de Roterdã até 1973, tendo conquistado o campeonato neerlandês de 1971, a Copa dos Campeões da UEFA em 1970 (fazendo do Feyenoord o primeiro clube neerlandês a conquistar o mais importante torneio de clubes europeu) e, no mesmo ano, a Copa Intercontinental.
Em 1973, foi comandar o Sevilla. Após duas temporadas sem títulos, foi chamado pelo Club Brugge, conquistando o campeonato belga três vezes. Paralelamente, desde 1977 treinava a Seleção Neerlandesa, sendo seu técnico na Copa do Mundo de 1978, quando os laranjas por uma bola na trave de Rob Rensenbrink ao final dos 90 minutos normais não foram campeões (seriam, ao lado do Brasil, a única equipe a vencer o torneio fora de seu continente). 
Happel saiu do comando dos Países Baixos e do Brugge ainda em 1978, só voltando a comandar uma equipe três anos depois. Em 1981, foi contratado pelo Hamburgo, ficando no clube alemão até 1987. No período, ganhou duas vezes a Bundesliga e a Copa dos Campeões de 1983 (até hoje, Happel, ao lado do alemães Ottmar Hitzfeld, Jupp Heynckes, do português José Mourinho, do espanhol Josep Guardiola e do Italiano Carlo Ancelotti, são os únicos técnicos campeão do torneio por duas equipes diferentes). Mas despertaria alguma antipatia nos jogadores do Grêmio; "No dia da decisão, (...) a imprensa local pediu para que os técnicos se posicionassem para uma foto e o técnico do Hamburgo se recusou a ficar ao lado do Espinosa, porque 'não conhecia' ninguém do Grêmio. No final do jogo, depois de marcar os dois gols, fiz questão de gritar para ele em português se 'agora' ele conhecia alguém", declararia Renato Gaúcho.
A partir de 1987, voltou a seu país para treinar o FC Swarovski Tirol, conquistando a Bundesliga austríaca duas vezes, em 1989 e 1990. Em 1992, foi alçado à técnico da Seleção Austríaca, mas morreu no mesmo ano, vítima de câncer. Após sua morte, o maior estádio da Áustria, o Praterstadion de Viena, foi rebatizado como Ernst Happel Stadion, palco da final da Eurocopa 2008.

## Títulos

### Como jogador
Rapid Viena
- Copa Mitropa: 1951
- Campeonato Austríaco: 1937-38, 1939-40, 1940-41, 1945-46, 1947-48, 1950-51, 1951-52, 1953-54, 1955-56, 1956-57, 1959-60
- Campeonato Alemão: 1940-41
- Copa da Áustria: 1945-46, 1960-61
- Copa da Alemanha: 1937-38

### Como treinador
ADO Den Haag
- Copa dos Países Baixos: 1967-68

Feyenoord
- Copa Intercontinental: 1970
- Liga dos Campeões da UEFA: 1969-70
- Liga Europa da UEFA: 1973-74
- Campeonato Neerlandês: 1968-69, 1970-71, 1973-74
- Copa dos Países Baixos: 1968-69
- Torneio de Paris: 1973

Club Brugge
- Campeonato Belga: 1975-76, 1976-77, 1977-78
- Copa da Bélgica: 1976-77

Seleção Neerlandesa
- Torneio de Paris: 1978

Standard de Liège
- Campeonato Belga: 1981-82
- Copa da Bélgica: 1980-81
- Supercopa da Bélgica: 1981

Hamburgo
- Liga dos Campeões da UEFA: 1982-83
- Campeonato Alemão: 1981-82, 1982-83
- Copa da Alemanha: 1986-87